# Thanatophilus ruficornis
Thanatophilus ruficornis é uma espécie de insetos coleópteros polífagos pertencente à família Silphidae.
A autoridade científica da espécie é Kuster, tendo sido descrita no ano de 1851.
Trata-se de uma espécie presente no território português.